# (11947) Кимклейстерс
(11947) Кимклейстерс (нидерл. Kimclijsters) — типичный астероид главного пояса, который был открыт 15 августа 1993 года бельгийским астрономом Эриком Эльстом в исследовательском центре CERGA и назван в честь бельгийской теннисистки Ким Клейстерс, бывшей первой ракетки мира в одиночном и парном разрядах.

Орбита астероида Кимклейстерс и его положение в Солнечной системе